# Belagola, Koppa
Belagola là một làng thuộc tehsil Koppa, huyện Chikmagalur, bang Karnataka, Ấn Độ.